# Toques

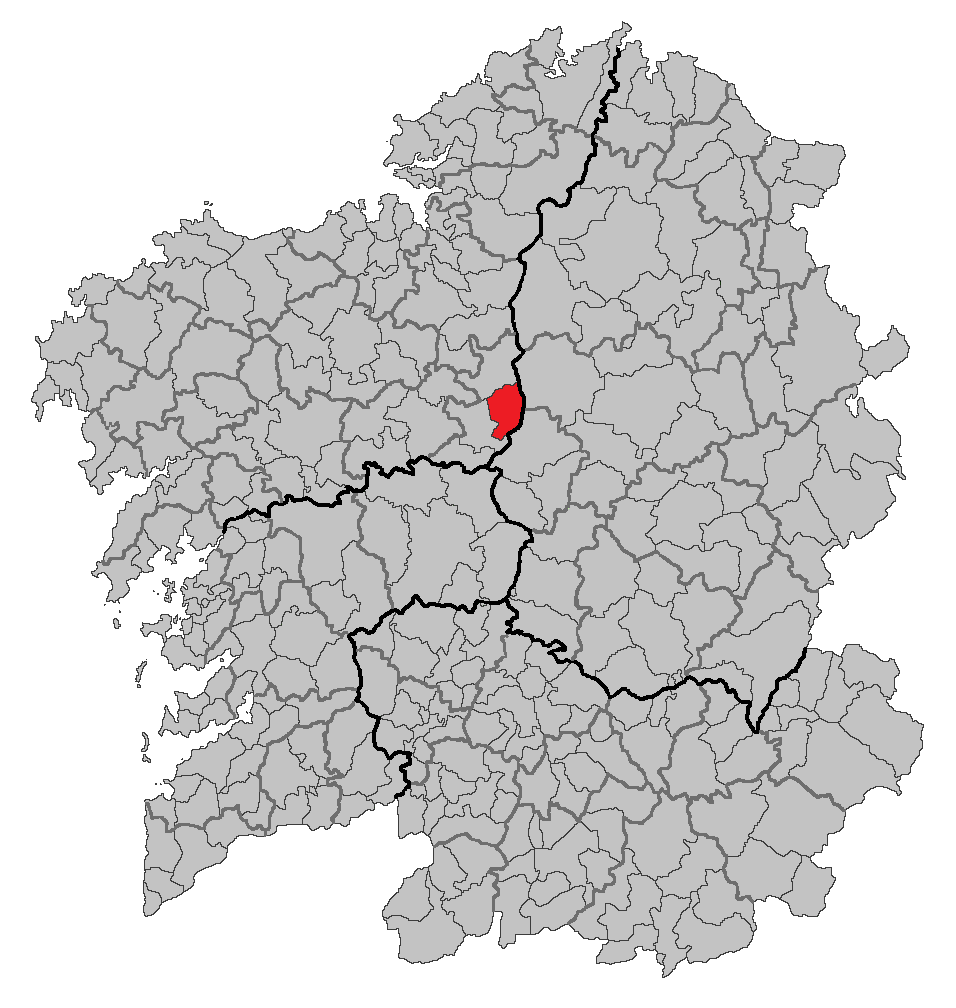
Vị trí của Toques in Galicia.

Toques là một đô thị của Ferrolterra phía tây bắc Tây Ban Nha ở tỉnh A Coruña trong cộng đồng tự trị của Galicia. It Dân số 1580 (Spanish 2001 Census) và diện tích là 78 km².